# Onkogen

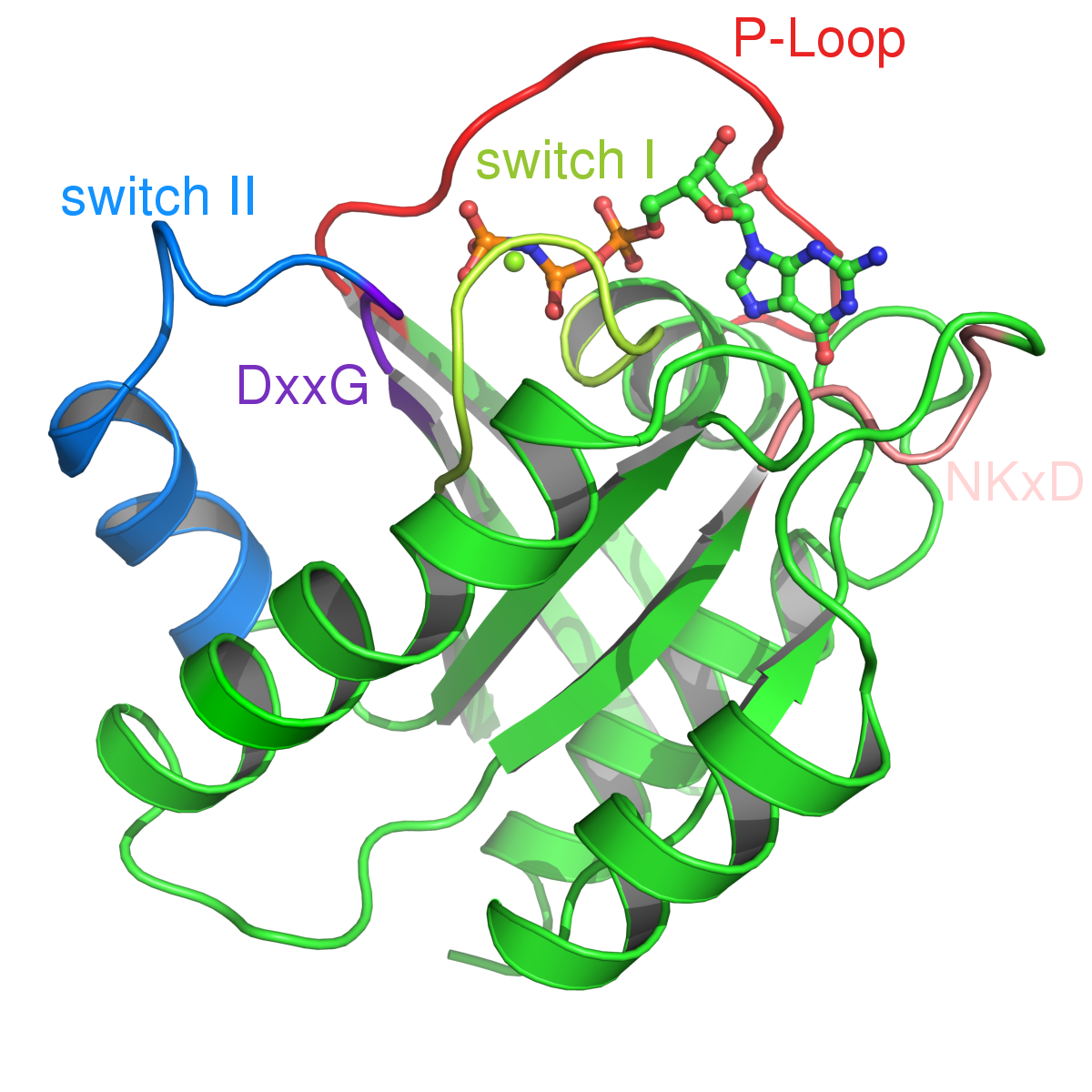
Gen Ras kóduje tento všudypřítomný stejnojmenný protein; pokud dojde k mutaci genu Ras, může to vyvolat rakovinné bujení, čímž se řadí Ras mezi protoonkogeny (a to mezi vůbec první objevené)

Onkogen je gen, který způsobuje rakovinné bujení. Protoonkogen je normální správně fungující buněčný gen, který je zapojen do buněčného růstu, proliferace nebo apoptózy. Následkem poškození, určité mutace či nesprávné exprese protoonkogenu z něj může vzniknout onkogen.
Onkogeny mohou být i virového původu, například T antigen z opičího viru SV40. Viry, které kódují onkogeny, se nazývají onkoviry, do této skupiny se řadí také retroviry způsobující rakovinu nepřímo, například tak, že při své integraci do genomu mohou často poškodit protoonkogen.

## Vznik
Obvykle platí, že onkogeny vznikají z naprosto normálních genů. Když však tyto geny zmutují, mohou se takové buňky změnit na nádorové – a proto se tyto potenciálně nebezpečné geny označují jako protoonkogeny. Je několik způsobů, jak může onkogen z protoonkogenu vzniknout:
- delecí, tedy vymazáním části původního genu
- mutací, která způsobí, že je gen příliš aktivní (nelze ho utlumit)
- translokací, tedy rozsáhlejší přestavbou genu či jeho části, čímž vzniká špatně fungující protein, případně tak, že se gen přesune do více přepisované části chromozomu
- zesílením exprese daného genu nebo genovou duplikací, ve výsledku je v buňce více molekul daného proteinu

## Protoonkogeny
Je známo velké množství protoonkogenů včetně jejich fyziologických funkcí. Většina se dá rozdělit do jedné z těchto kategorií:
- růstové faktory – regulují růst tkání; např. gen SIS, různé geny z rodiny FGF (int-2, KGF)
- tyrosinkinázové receptory – receptory pro růstové faktory, které přenáší signál přes membránu; např. geny pro receptor epidermálního růstového faktoru (EGFR), dále např. TRK či FMS
- nereceptorové tyrosinkinázy – fosforylují různé vnitrobuněčné proteiny; např. gen Src, ABL, LCK
- receptory spřažené s G proteinem – např. gen pro angiotensinový receptor MAS
- membránové G proteiny včetně malých GTPáz – přenos signálu od receptorů dovnitř buňky; např. gen Ras
- serin/threonin kinázy – např. RAF gen přenáší signál z tyrosinkináz, nebo MOS gen, jenž je aktivní v dospívajících oocytech
- transkripční faktory a jiné proteiny vázající se na DNA – např. gen MYC, FOS